# Republic F-105 Thunderchief
Le Republic F-105 Thunderchief était un chasseur-bombardier supersonique conçu par les États-Unis à la fin des années 1950. Il fait partie de la première génération de chasseurs supersoniques américains, connue sous le nom de Century Series Fighters. Employé exclusivement par les États-Unis, il mena la majorité des missions de bombardement du début de la guerre du Viêt Nam. Au départ conçu comme un avion d'attaque nucléaire monoplace, deux versions Wild Weasel biplaces furent aussi fabriquées et chargées de la dangereuse tâche de suppression des défenses aériennes de l'ennemi. Ces deux rôles firent du F-105 la cible prioritaire des avions ennemis, si bien qu'il fut le seul avion de chasse américain à être retiré du service en raison d'un taux d'attrition trop élevé.
Capable d'atteindre la vitesse de Mach 2, le F-105 fut conçu en vue de pénétrer à grande vitesse et à basse altitude les lignes ennemies et d'employer une arme nucléaire tactique stockée en soute. Cependant, le F-105 pouvait aussi être armé de bombes et de missiles air-air. Le prototype effectua son premier vol en 1955 et le Thunderchief entra en service en 1958. Il pouvait délivrer un plus grand chargement de bombes que les plus grands bombardiers de la Seconde Guerre mondiale comme le B-17 Flying Fortress ou le B-24 Liberator. Durant la guerre du Viêt Nam, cet avion effectua plus de 20 000 sorties, pour 382 pertes (soit près de la moitié des 833 exemplaires produits). Bien que moins agiles que les petits chasseurs MiG, les F-105 de l'United States Air Force furent crédités de 27,5 avions ennemis descendus.
Le F-105D monoplace fut la version de bombardement principale, délivrant des frappes contre différentes cibles militaires, alors que les versions biplaces F-105F et F-105G Wild Weasel se chargeaient de réduire au silence la défense anti-aérienne ennemie, composée principalement de missiles sol-air S-75 Dvina (terminologie OTAN : SA-2 Guideline) de fabrication soviétique. Ces missions risquées imposaient aux F-105 d'être les premiers arrivés au combat puis de partir en dernier, afin de protéger les bombardiers qui rentraient à la base après avoir terminé leur mission. Deux équipages de F-105F Wild Weasel furent récompensés de la Medal of Honor pour leurs actions contre les forces nord-vietnamiennes
Pouvant peser jusqu'à 24 000 kg, le Thunderchief reste l'avion de chasse monoréacteur et monoplace le plus lourd de l'histoire. Dépassant la vitesse du son au niveau de la mer et Mach 1.5 à haute-altitude, le F-105 décrocha un record mondial de vitesse en 1959. Il fut remplacé dans les missions de bombardement au-dessus du Nord-Viêt Nam par le McDonnell Douglas F-4 Phantom II et par l'avion à géométrie variable General Dynamics F-111 Aardvark à partir de 1968. Les deux variantes Wild Weasel restèrent elles en service jusqu'en 1984, avant d'être remplacées par la version Wild Weasel du F-4, le F-4G.

## Développement

### Contexte

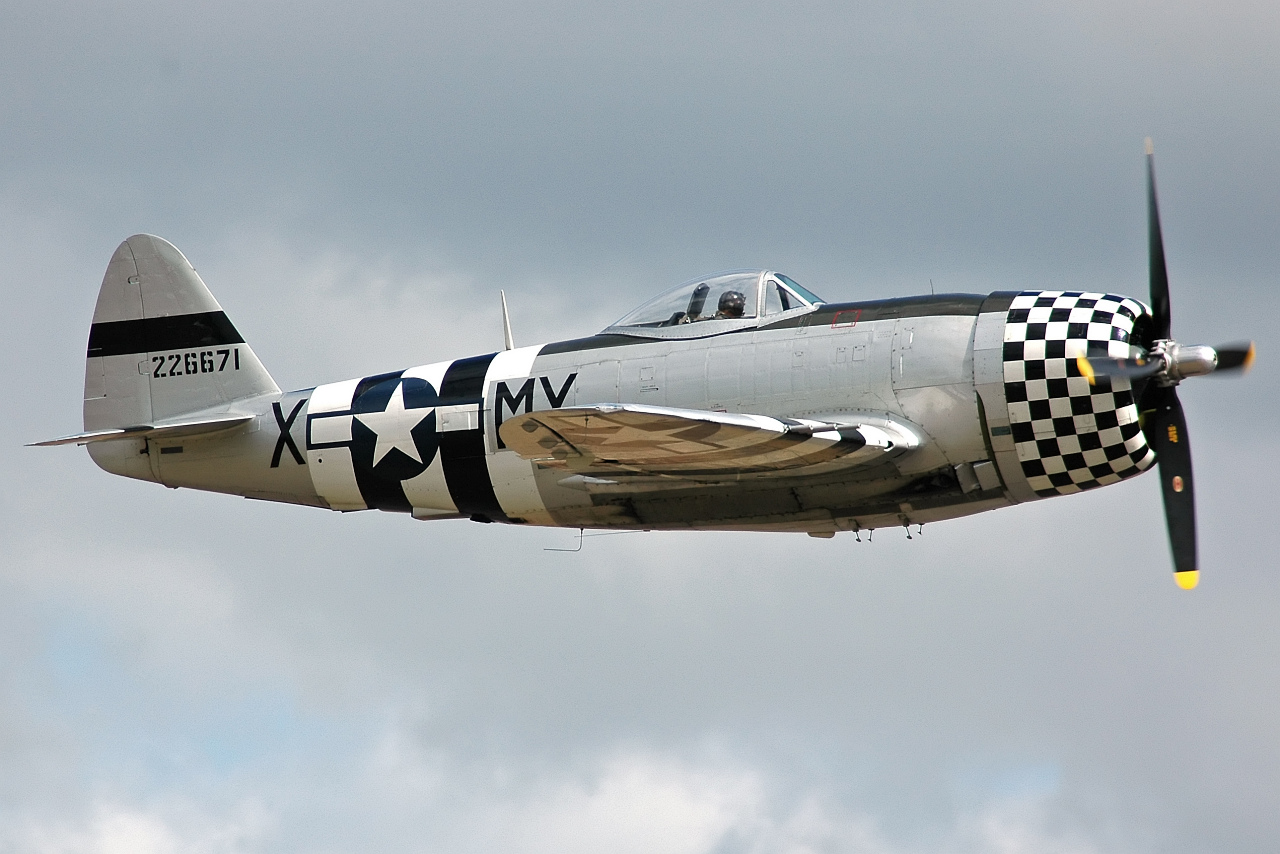
Un P-47 Thunderbolt.

Au début des années 1950, le constructeur aéronautique américain Republic Aviation Company possède une solide expérience dans le milieu aéronautique. C'est en effet lui qui, sous la direction de l'ingénieur Alexander Kartveli, a conçu le célèbre P-47 Thunderbolt, l'un des plus importants chasseurs américains de la Seconde Guerre mondiale, totalisant plus de 15 000 exemplaires produits. Étant le chasseur monomoteur le plus lourd de la guerre, il fut légèrement dépassé lors des combats tournoyants (les dogfight) contre les très agiles Messerschmitt Bf 109 allemands, mais restait étonnamment manœuvrable pour sa taille. La mise en service du P-51 Mustang, plus performant, le relégua aux missions d'appui-feu des troupes au sol, rôle dans lequel il excella grâce à son important armement composé de roquettes et de bombes et à son exceptionnelle solidité.
Dès 1944, une équipe dirigée par Kartveli débuta la mise au point d'un remplaçant du P-47. Il en résulta le F-84 Thunderjet, un chasseur-bombardier à aile droite à réaction subsonique mis en service en 1947. Il fut utilisé par l'USAF et une dizaine d'autre forces aériennes. Son réacteur présentant de grands problèmes de fiabilité, de nouvelles versions améliorées furent étudiées. Ainsi apparaît la version F-84G en 1951, capable de transporter une bombe nucléaire Mark 7 et dotée de système de pilotage automatique et de ravitaillement en vol, il fut le premier avion de chasse monoplace doté d'une capacité nucléaire. Cependant les performances du Thunderjet furent jugées insuffisantes et Republic développa le F-84F Thunderstreak, doté notamment d'une aile en flèche et d'un nouveau turboréacteur. Bien que portant aussi la dénomination F-84, il s'agissait d'un appareil radicalement différent du Thunderjet. Il servit avec succès durant la guerre de Corée. Une version de reconnaissance, le RF-84F Thunderflash fut aussi utilisée. Elle se distinguait du F-84G par son nez fermé, contenant les caméras, et ses entrées d'air situées dans les emplantures des ailes.

### Genèse du programme

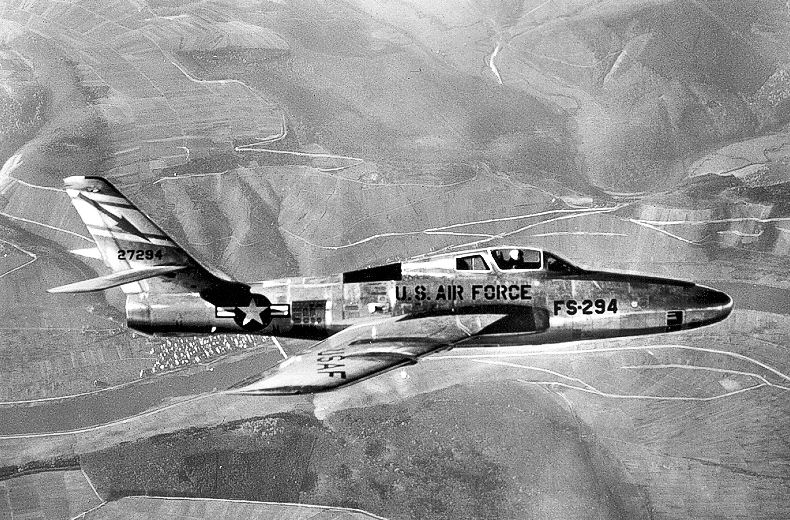
Un RF-84F Thunderflash, avion dont est issu l'AP-63-FBX.

En 1950, en marge des projets expérimentaux menés sur le Thunderjet, Kartveli commença à travailler sur un chasseur-bombardier supersonique tout-temps. L'avion ressemblait alors à un dérivé de F-84, disposant d'une soute à bombes capable de transporter deux bombes nucléaires légères Mk 28, permettant ainsi de supprimer la traînée induite par l'armement fixé sous les ailes. Cette soute alourdissant la structure de l'appareil, un turboréacteur plus puissant que le Wright J65-W-3 équipant le F-84F Thunderstreak était alors nécessaire. Les réacteurs équipant les avions de cette époque étaient effectivement peu performants, et ces derniers étaient pour la plupart sous-motorisés. Mais l'apparition d'une nouvelle génération de turboréacteurs comme le J57 de Pratt & Whitney, fournissant le double de la puissance du J65, vint résoudre ce problème. La firme Republic proposa alors à l'USAF deux modèles: l'AP-63-FBX (Advanced Project 63 Fighter Bomber Experimental), dérivé du Thunderflash et équipé d'un réacteur J73 (plus tard remplacé par un J71), d'une aile agrandie et d'une soute à bombes et le F-84X, une version modernisée du F-84F dotée d'une nouvelle aile et d'un réacteur J57. L'USAF lui préféra l'AP-63-FBX, qui pouvait atteindre la vitesse maximale de 1 400 km/h, transporter des armes nucléaires en soute et six bombes de 450 kg sous les ailes, et donna à ce dernier la dénomination de F-105 en mai 1952,.

### Phase de conception
En septembre 1952, l'USAF désireuse de se procurer des chasseurs supersoniques passe commande de 199 F-105A. En effet, la guerre de Corée révéla l'avance soviétique en matière d'avion de combat, les États-Unis décidèrent alors retrouver leur leadership en la matière. Aussi la conception du F-105 évolua en fonction des avancées technologiques. La conception originelle des 108 premiers exemplaires de production utilisait deux J71, afin d'atteindre la vitesse de Mach 1,5. La guerre de Corée étant terminée, les besoins de l'USAF diminuèrent et en mars 1953, le contrat passa à seulement 37 F-105 et 9 RF-105, ces derniers étant des variantes de reconnaissance plus sophistiquées embarquant des capteurs infrarouges et des radars améliorés. Au fur et à mesure de la conception, le AP-63-FBX fut modifié et ressembla de moins en moins au RF-84. L'empennage horizontal fut déplacé à l'arrière du fuselage, les ailes furent placées au milieu de celui-ci et un aérofrein en quatre parties fut placé à l'arrière de l'avion. La soute fut agrandie, pouvant contenir suivant les missions une arme nucléaire de 1 500 kg, une bombe de 900 kg ou un réservoir auxiliaire de 1 300 l. Les quatre mitrailleuses T-130 de calibre .60 furent remplacées par une unique mitrailleuse hexatube M61 Vulcan (appelée à l'époque T-171D) de calibre 20 mm offrant une cadence de 6 000 coups par minute.
Toutes ces modifications augmentèrent considérablement le poids de l'appareil, aussi la poussée délivrée par le Allison J71 devint vite insuffisante. Republic décida donc d'utiliser un Pratt & Whitney J57, en attendant de trouver un meilleur turboréacteur. Une maquette de l'avion est construite en octobre 1953 et validée par les autorités. Mais en décembre 1953, à cause des nombreux retards pris par Republic et à cause de la fin de la guerre de Corée, l'USAF suspend le projet F-105 (baptisé WS-306A par les autorités). Cependant l'avionneur continua le développement de son côté et trouva le turboréacteur idéal pour le AP-63-FBX, le Pratt & Whitney J75, alors en phase de test pour équiper le F-106 Delta Dart. Le J75 développait une poussée avec post-combustion de 109 kN, contre 67 kN pour le J57. Mais le J75 n'était pas encore totalement prêt, et les premiers avions devraient être équipés du J57.

### Les prototypes

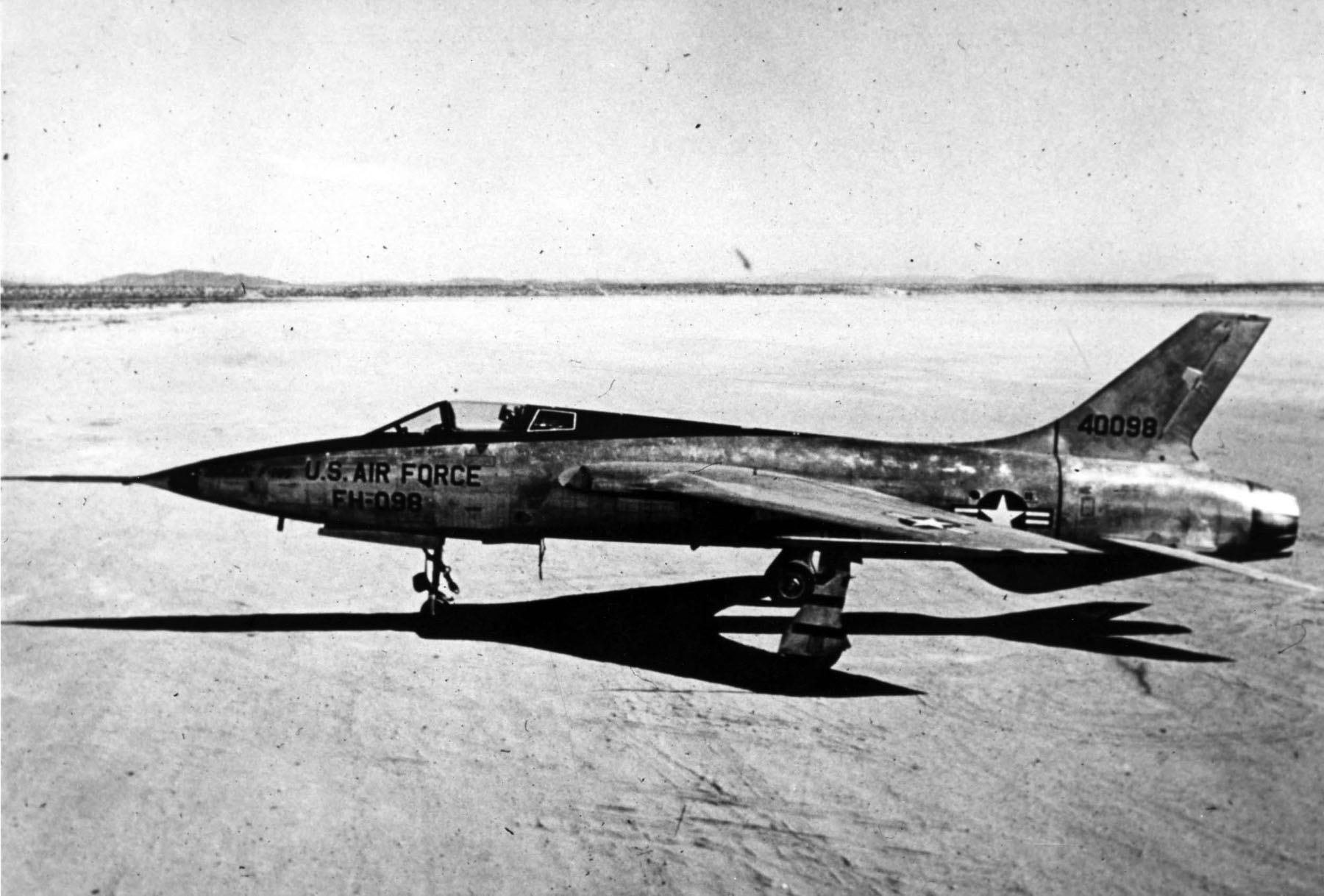
Le YF-105A (serial 54-0098), premier des deux prototypes du F-105.

En septembre 1954, l'USAF redonne une chance à Republic et lui commande trois appareils équipés du J57 et en octobre, la commande passe à six appareils. En février 1955, l'USAF, désireuse de renforcer son potentiel de frappe nucléaire tactique commande finalement 15 avions: 2 YF-105A équipés de J57, 10 F-105B et 3 RF-105B équipés de J75. Ces avions devront être dotés d'une capacité de ravitaillement en vol et d'un système de conduite de tir très sophistiqué pour l'époque, le General Electric MA-8. Cette commande s'inscrit dans le plan Cook-Craigie, une nouvelle méthode de développement d'aéronef accélérant la mise en production. Avec ce plan, la phase de prototypage à proprement parler est sautée, les défauts trouvés sur les premiers avions de production devant être corrigés sur les avions suivants,. Mais Republic n'était pas le seul constructeur aspirant à fournir un chasseur-bombardier à l'USAF. En effet, North American développait au même moment le YF-107 Ultra Sabre, un avion moins conventionnel que le F-105, conçu à partir du F-100 Super Sabre et doté d'une entrée d'air dorsale à géométrie variable. L'USAF manifesta un vif intérêt pour l'avion, ce qui ne manqua pas d'inciter Republic à accélérer le développement de son F-105. En septembre 1955, le premier prototype YF-105A (serial 54-0098) fut terminé et envoyé à la base aérienne Edwards, en Californie pour y effectuer ses tests.
Le YF-105A effectua son premier vol le 22 octobre 1955, piloté par le pilote d'essai en chef de Republic, Russell « Rusty » Roth. Bien que motorisé par un turboréacteur J57-P-25 peu puissant et pourvu d'entrées d'air subsoniques semblables à celles du Thunderflash, le YF-105A dépassa Mach 1,2 dès son premier vol. 12 autres vols se succédèrent, totalisant 22 heures de vol. Au cours de son dernier vol d'essai l'avion rencontra un problème au niveau du train d’atterrissage droit durant un virage trop brusque et le pilote fut obligé de poser l'avion sur le ventre, l'endommageant de façon critique. Le second YF-105, pourtant prêt à reprendre les tests, ne vola qu'en janvier 1956. En effet, les résultats obtenus par le premier montrèrent que, même équipé du J75 plus puissant, l'avion ne pouvait pas atteindre les performances demandées en raison d'une trop grande traînée. Republic remodela donc la structure de l'appareil. La principale modification fut de rendre l'avion conforme à la loi des aires, ce qui entraîna une réduction de la section du fuselage au niveau des ailes. Le fuselage fut allongé de 60 cm. La dérive fut agrandie et une entrée d'air fut placée à son emplanture. Mais la plus visible de ces modifications concernait les deux entrées d'air en flèche orientée vers l'avant et situées à l'emplanture des ailes. Leurs sections étant modifiables par le pilote suivant les besoins du réacteur. Ce modèle, équipé du J75 enfin disponible, fut baptisé F-105B.

### Production

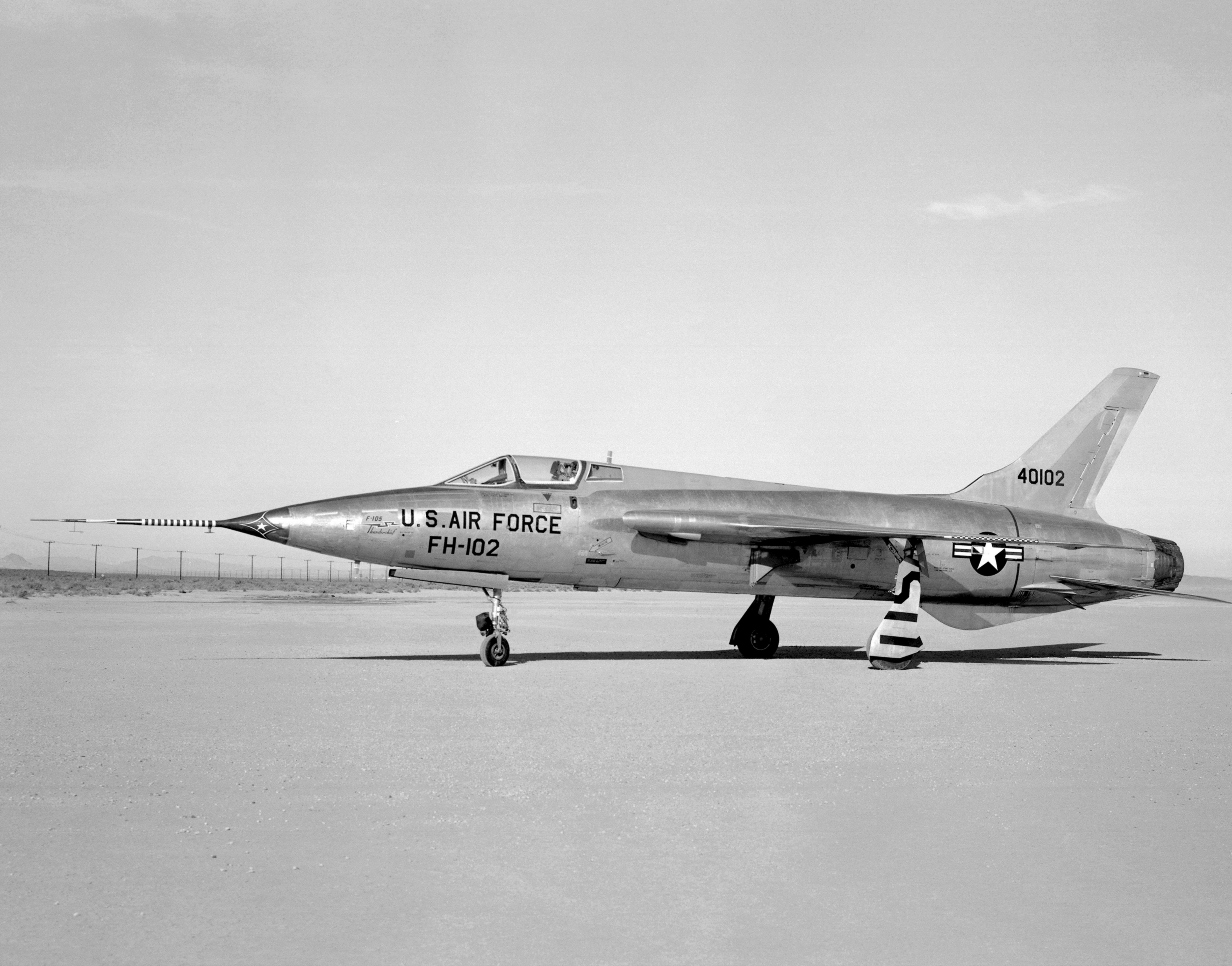
Un F-105B (54-0102), fin 1959.

En mars 1956, l'USAF passe commande de 65 F-105B et de 17 RF-105, puis rajoute 5 F-105C, une version d'entrainement biplace, en juin. Cette commande signe la victoire du F-105 face au F-107, son concurrent. Le premier F-105B-1-RE (54-0100) accomplit son premier vol le 26 mai 1956. Le pilote d'essai Henry Baird n'arrivant pas à sortir le train d'atterrissage avant, il posa l'avion sur deux roues, l'endommageant légèrement. Mais un problème survint lors de la tentative de déplacer l'avion à l'aide d'une grue, endommageant encore plus l'avion et retardant le planning de vol prévu. En juillet de la même année, l'USAF approuva le nom Thunderchief, perpétuant la tradition des Thunder de Republic. Fin 1956, l'USAF modifie sa commande et annule l'acquisition de RF-105, l'USAF préférant le RF-101 Voodoo pour les missions de reconnaissance. Les trois RF-105B fabriqués furent rebaptisés JF-105B et participèrent à divers vols de test. Début 1957, l'USAF annula aussi la commande de F-105C, qui aurait été la première version biplace du Thunderchief. Comme le premier, le deuxième F-105B (54-0101) de pré-production connaîtra une défaillance d'un train d'atterrissage et sera obligé d'atterrir sur le ventre. Le problème est rapidement identifié et corrigé sur les appareils suivants. L'intégration des nombreux systèmes électroniques, dont le système de conduite de tir MA-8, un système de navigation Doppler, un système de contrôle de navigation et un pilote automatique, entraîne de légers retards supplémentaires. L'USAF dresse une liste d'armes que le F-105 doit pouvoir employer. Parmi elles se trouvent le missile air-air AIM-9 Sidewinder, des lances-paillettes anti-radar et des armes nucléaires, comme la TX-43.
Les 15 premiers F-105 furent utilisés afin d'évaluer les performances de l'appareil et subirent des batteries de tests. Le 27 mai 1958, le premier Thunderchief, un F-105B-6-RE, est pris en charge par le 4th Fighter-Day Wing du Tactical Air Command (TAC) et entre en service opérationnel dans le 335th Fighter-Day Squadron en août 1958. Le TAC devra cependant attendre 1959 pour aligner un squadron de F-105B complet,. Le 11 décembre 1959, un F-105B, piloté par le général de brigade Joseph H. Moore, décroche un record mondial de vitesse, en volant à 1 956,96 km/h de moyenne sur un circuit fermé de 100 km. Cinq jours plus tard, le pilote d'essai en chef de Republic Martin J. Signiorelli, s'écrase dans l'océan Atlantique aux commandes d'un F-105B, cette perte sera la seule mort liée au programme. Les essais du F-105B se poursuivirent jusqu'en 1961 et révélèrent un avion stable, se comportant bien dans l'air et doté d'une grande précision de tir. 75 F-105B sortirent des usines de Republic situées à Farmingdale, dans l'État de New York, chaque exemplaire nécessitant 144 jours de travail. Cependant, et malgré toutes ses qualités, le F-105B ne disposait pas de la capacité d'attaque tout-temps dont rêvait l'USAF.

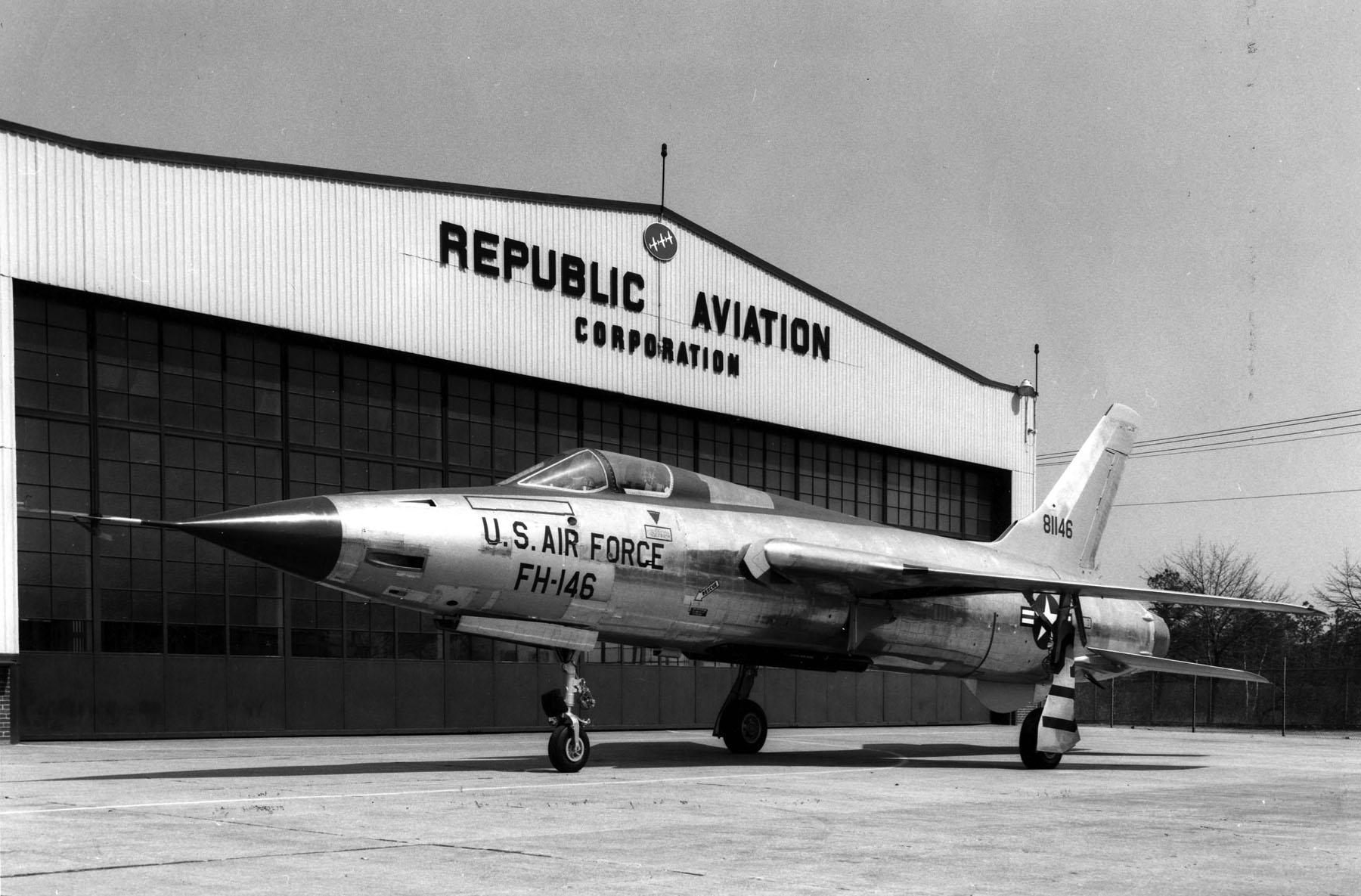
Le premier F-105D construit (58-1146).

C'est pour cette raison qu'en novembre 1957, en parallèle du développement du F-105B, Republic travailla avec l'USAF à la conception d'un nouveau modèle de F-105. Ce nouveau modèle, baptisé F-105D, devait employer le système de conduite de tir AN/ASG-19 Thunderstick, nettement supérieur au MA-8, et un nouveau radar NASARR R-14A. Ce changement d'avionique, augmentant le poids de l'avion, entraîna quelques modifications. Le canon M61A1 fut légèrement déplacé, et le cockpit gagna en ergonomie. La plus importante de ces modifications fut le choix du réacteur J75-P-19W, plus puissant, qui nécessita aux ingénieurs de redessiner l'arrière du fuselage. Le F-105D était un appareil plus coûteux et au temps de fabrication plus long (214 jours). Le premier exemplaire du F-105D (58-1146) vola le 9 juin 1959 et les premiers F-105D opérationnels furent livrés au 4520th Combat Crew Training Wing sur la base aérienne de Nellis en mars 1961.
Au début de sa carrière, en 1961, le F-105 affichait le taux d’accidents le plus faible de tous les avions de combat de l’histoire de l’USAF. Mais en juin 1964, les accidents survenus dans le F-105 Thunderchief augmentèrent de façon remarquable. On signala 33,7 accidents pour 100 000 heures de vol à mi-parcours de 1964, ce qui représentait une augmentation considérable par rapport aux années précédentes. Entre autres, le 13 mai 1964, un F-105 s’écrasa dans un quartier de Las Vegas, tuant trois enfants et une femme avec le pilote. C'était le 16e accident depuis le début de l'année. L'avion fut interdit de vol jusqu'à que les enquêtes de sécurité révélèrent plusieurs problèmes dangereux qui furent ensuite réparés.

## Spécifications techniques

### Vue d'ensemble
Le fuselage du F-105, d'une longueur de 19,6 m dans sa version D, était divisé en quatre sections, la première, pressurisée, était composée du cockpit et du radôme. Elle accueillait ainsi toute l'avionique et aussi, situé dans le côté gauche du nez, le canon M61-A1 de 20 mm alimenté par 1 028 obus. La partie centrale, la plus volumineuse des quatre, embarquait le réservoir de carburant principal et la soute à armement, caractéristique de cet appareil, qui faisait de lui le seul avion de chasse de l'époque à en posséder. Cette soute mesurait 4,83 m de longueur pour 0,81 m de largeur et de profondeur et était principalement destinée à accueillir la bombe nucléaire B28IN. Elle était fermée par deux portes s'ouvrant vers l'intérieur, ce qui permettait une ouverture jusqu'à la vitesse de Mach 2. En dehors de ce chargement spécifique, la soute pouvait contenir, suivant les missions, un réservoir supplémentaire de 1 300 L. Cette dernière configuration fut la plus couramment utilisée en opération. La troisième partie abritait l'imposant réacteur J75 ainsi qu'un autre réservoir de carburant. La partie arrière était quant à elle amovible par les techniciens au sol afin de faciliter la maintenance du moteur.

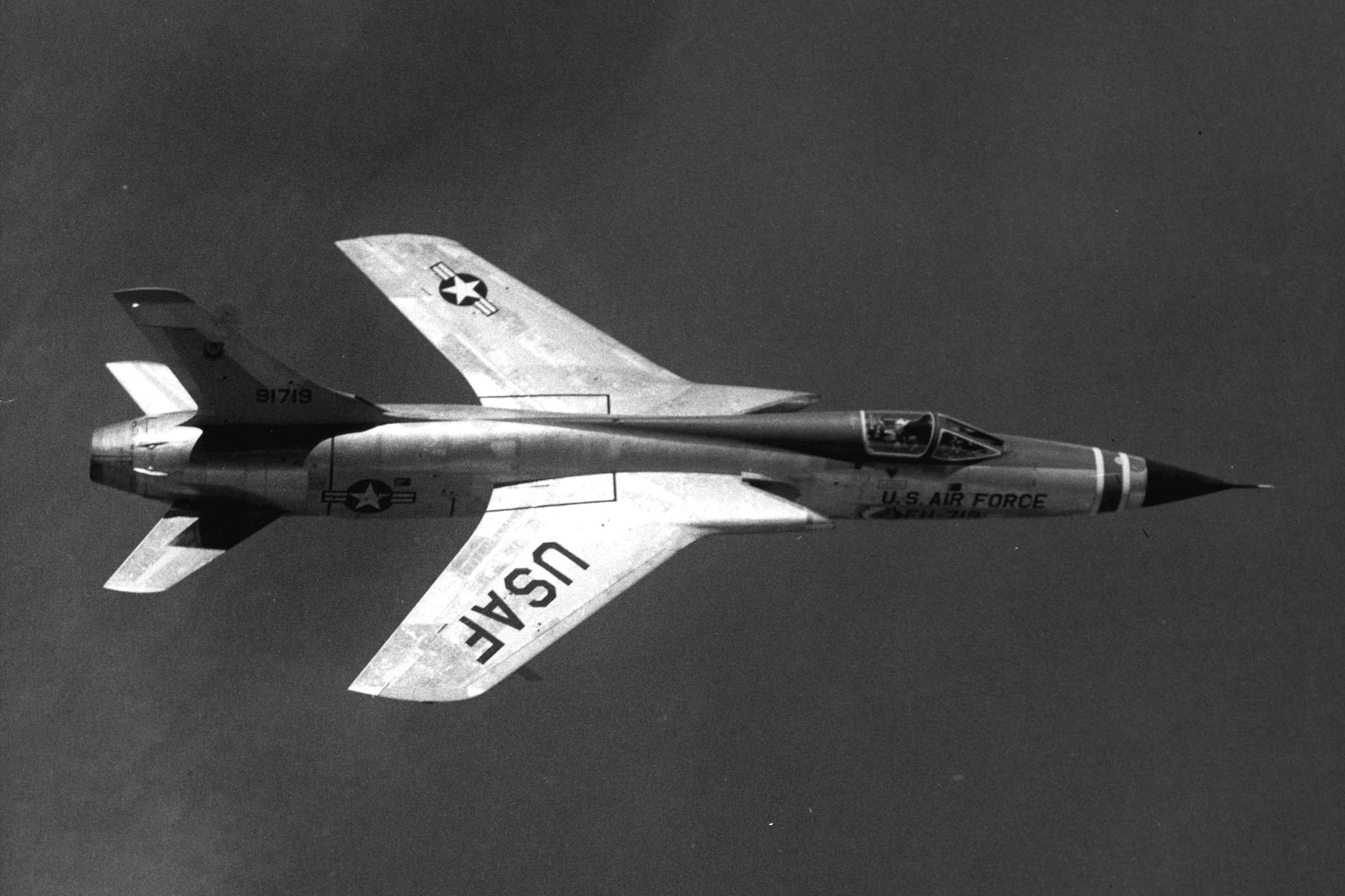
Cette vue d'un F-105D permet de distinguer les entrées d'air caractéristiques du Thunderchief et sa voilure en flèche.

De conception relativement classique pour l'époque, le Thunderchief était doté d'une aile médiane en flèche à 45° montée au milieu du fuselage. Les deux entrées d'air, inspirées des recherches effectuées sur le prototype XF-103, étaient situées aux emplantures de l'aile. Une rampe placée à l'intérieur de l'entrée d'air permettait à l'ordinateur de bord d'ajuster le volume d'air apporté au réacteur en fonction des besoins,. Une entrée d'air supplémentaire était située à la base de la dérive afin de refroidir le compartiment moteur. Cette dérive principale était complétée d'une petite dérive ventrale en magnésium destinée à améliorer la stabilité de l'avion. Le train d'atterrissage tricycle se déployait et se rétractait de façon conventionnelle, la roue avant se repliant vers l'intérieur dans le nez et les roues arrière à l'intérieur des ailes. La présence de la dérive ventrale et la place demandée par l'emport de bombe sous le fuselage nécessitait un train particulièrement haut, le cockpit se retrouvant ainsi à près de 3,8 m du sol, ce qui donnait au F-105 sa silhouette particulière. Ce train était complété d'un parachute de freinage logé derrière la dérive, ainsi que d'un crochet, destiné aux atterrissage d'urgence.
La capacité en carburant totale de l'appareil pouvait atteindre 11 300 L avec trois réservoirs largables (deux sous les ailes et un sous le ventre) ou 4 778 L sans. La première configuration n'était que rarement employée au combat, le réservoir ventral laissant sa place à un rack de six bombes. En plus de ces réservoirs, le F-105 pouvait être ravitaillé en vol grâce à une perche retractable située dans le côté gauche du nez. Un réceptacle fut ajouté ultérieurement sur le nez des versions D et F pour permettre au F-105 d'utiliser le système de ravitaillement en vol conçu par Boeing.

### Cockpit

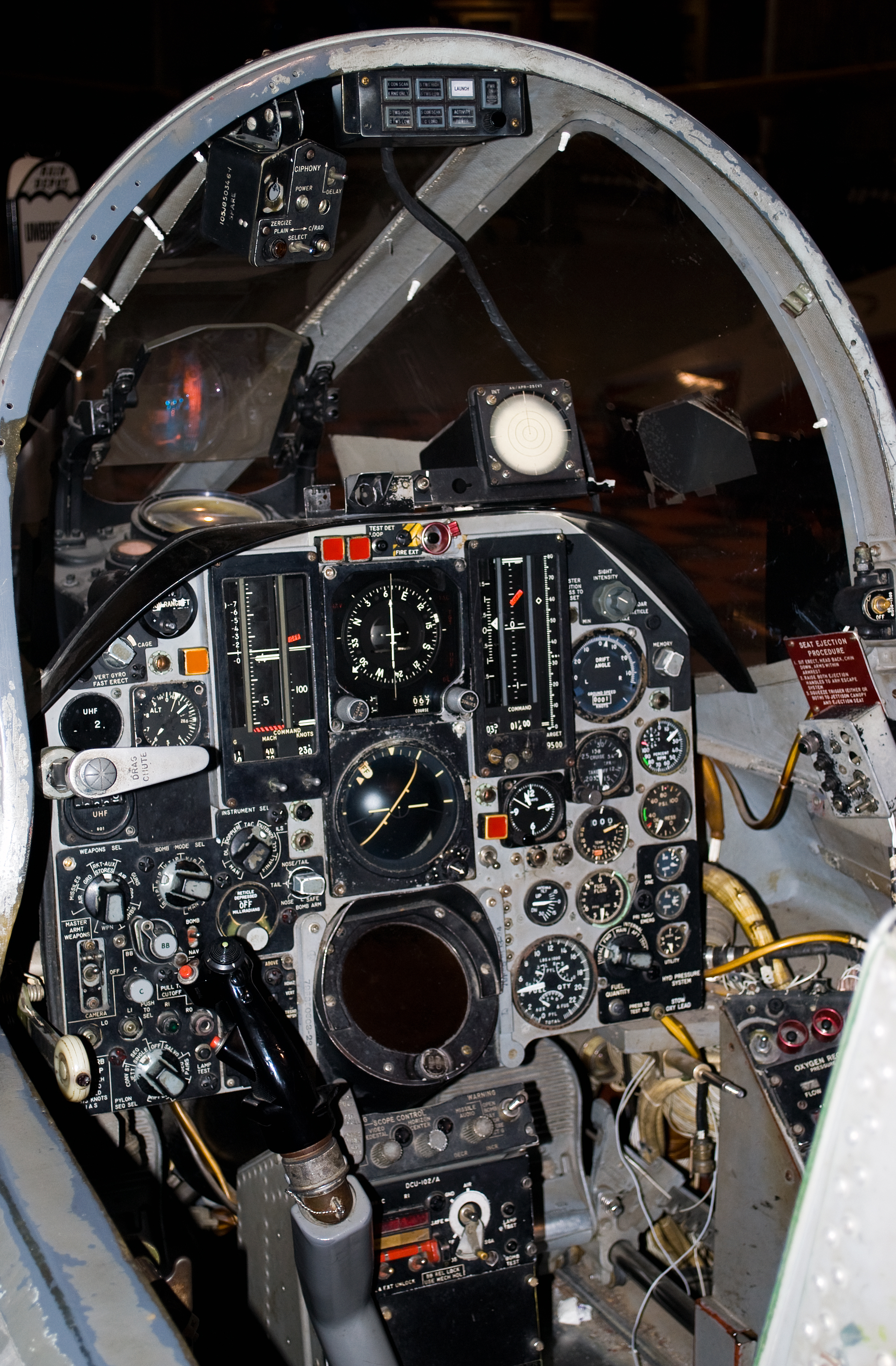
Cockpit d'un F-105D. Le cockpit arrière des versions biplaces était sensiblement identique.

Le pilote prenait place dans un habitacle chauffé et climatisé relativement spacieux et confortable pour l'époque. À l'intérieur se trouvaient des panneaux d'instruments essentiellement composés de jauges et de cadrans mécaniques. La manette des gaz était située sur le panneau de gauche, à côté des commandes de carburant, de radio et de radar. Le panneau de droite abritait quant à lui les contrôles d'éclairage, de train d'atterrissage, de compas et de navigation. Si le cockpit de la version F-105B était similaire à celui du F-100 Super Sabre, l'introduction de la version F-105D et de son avionique sophistiquée nécessita un réagencement des instruments afin d’accueillir leurs commandes. Parmi ces commandes figuraient l'ordinateur de navigation, le système Doppler, le pilote automatique, l'ordinateur de bombardement et surtout, l'affichage de la carte dressée par le radar de suivi de terrain. 

### Le réacteur J75-P-19W
Pour un article plus général, voir Pratt & Whitney J75.
Il s'agit d'une version améliorée du réacteur J75 déjà utilisé par le Lockheed U-2.

### Armement
Interne :

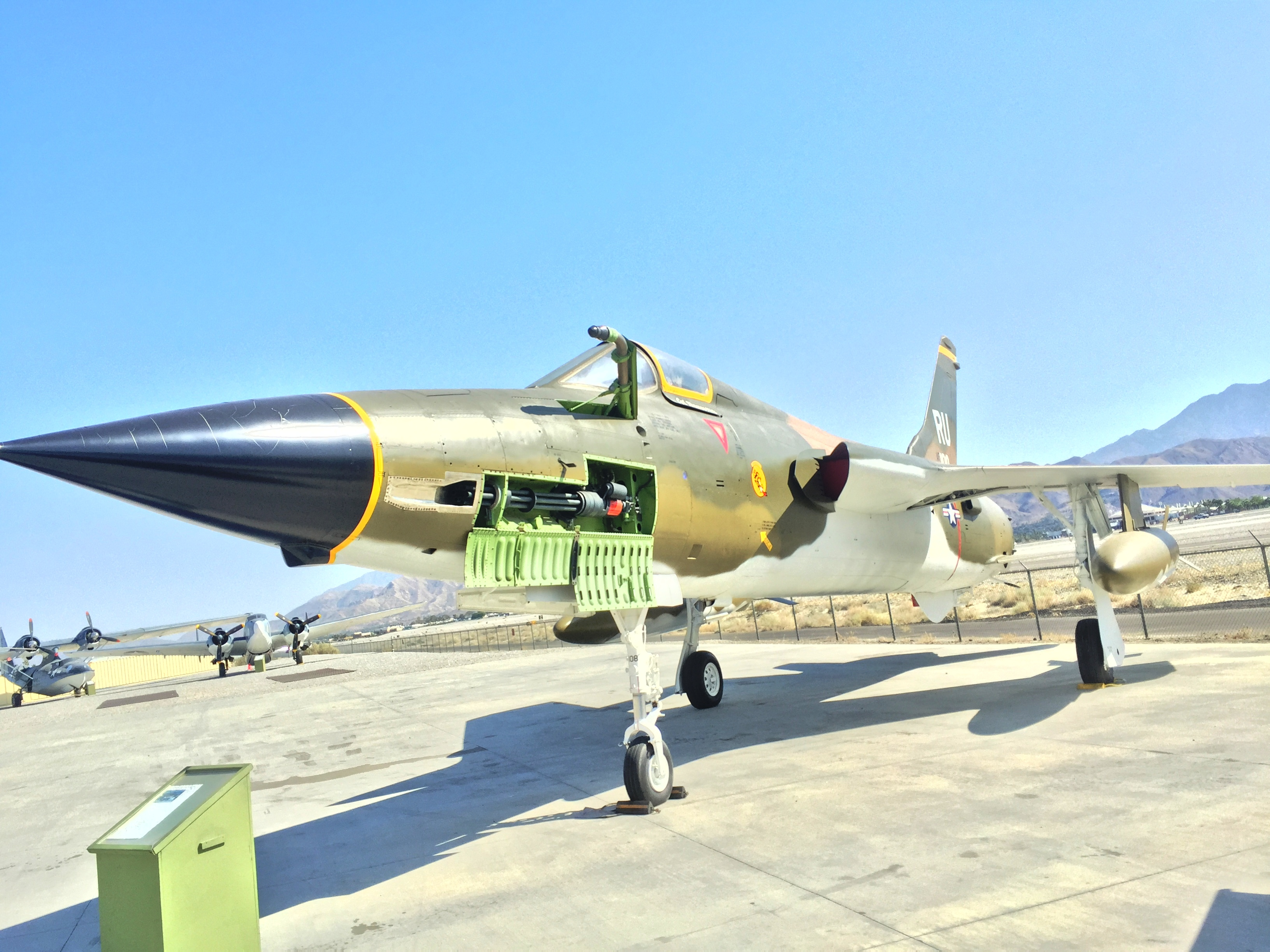
Un F-105D avec son canon M61A1 exposé dans un musée à Palm Springs (Californie) en 2015.

- 1 canon 20 mm (0.787 in) M61 Vulcan, 1 028 obus
- 1 baie à bombes pour les armes nucléaires B28IN et B43 (en)

Externe : 5 supports au total: 4 × sous voilure, 1 × pylône central 

Capacité jusqu'à 6 350,5 kg (14 000 lb) d'armement divers
Roquettes

- LAU-32/LAU-59 panier de roquettes 7 x FFARs chacun

Missiles

- AIM-9 Sidewinder missile air-air
- AGM-12 Bullpup missile air-sol
- AGM-45 Shrike missile anti-radar

Bombe non guidée

- M117 et Mark 80 bombes multi-usages
- M118 (en)
- Armes thermonucléaires B57, B61 en externe
- Arme à sous-munitions incluant la CBU-24

### Wild Weasel
Lors des missions Wild Weasel visant la défense antiaérienne du Nord Vietnam, les F-105D sont armés, entre autres, de bombes à fragmentation CBU-24.

## Engagements

### Mise en service
La patrouille acrobatique des Thunderbirds de l'USAF a utilisé le F-105B dans six démonstrations, début 1964, jusqu'à une désintégration en vol d'un appareil le 9 mai 1964, tuant le pilote.

### Guerre du Viêt Nam
Durant la guerre du Viêt Nam, cet avion effectua plus de 20 000 sorties, pour 382 pertes (soit près de la moitié des 833 exemplaires produits). Bien que moins agiles que les petits chasseurs MiG, les F-105 de l’United States Air Force furent crédités de 27,5 avions ennemis descendus tandis que 17 F-105 furent perdus face aux chasseurs ennemis. Alors qu'une victoire a été partagée avec un F-4 Phantom II, 24,5 des MiG-17 ont été abattus à l'aide du canon Gatling interne et trois victoires ont été remportées à l'aide de missiles AIM-9 Sidewinder.
De 1964 à 1966, des unités de F-105 sont stationné à la Takhli Royal Thai Air Force Base (en) en Thaïlande.
Sur les 150 pilotes et navigateurs de F-105 disparus au Vietnam, 48 restent encore à retrouver début 2021.
Afin de limiter les dégâts causés par la force aérienne populaire vietnamienne, l'Opération Bolo, ruse consistant à maquiller des chasseurs F-4 en F-105, est menée en janvier 1967.

### Unités
United States Air Force
- 4th Tactical Fighter Wing, Seymour Johnson AFB
  - 333d Tactical Fighter Squadron 1960–1970
  - 334th Tactical Fighter Squadron 1959–1966
  - 335th Tactical Fighter Squadron 1959–1966
  - 336th Tactical Fighter Squadron 1959–1966

- 8th Tactical Fighter Wing, Itazuke AB
  - 35th Tactical Fighter Squadron 1963–1967
  - 36th Tactical Fighter Squadron 1963–1967
  - 80th Tactical Fighter Squadron 1963–1967

- 18th Tactical Fighter Wing, Kadena AB
  - 12th Tactical Fighter Squadron 1962–1972
  - 44th Tactical Fighter Squadron 1963–1970
  - 67th Tactical Fighter Squadron 1962–1967

- 23d Tactical Fighter Wing, McConnell AFB
  - 560th Tactical Fighter Squadron 1963–1968
  - 561st Tactical Fighter Squadron 1963–1978
  - 562d Tactical Fighter Squadron 1963–1980
  - 563d Tactical Fighter Squadron 1963–1972

- 36th Tactical Fighter Wing, Bitburg AB
  - 22d Tactical Fighter Squadron 1961–1966
  - 23d Tactical Fighter Squadron 1961–1966
  - 53d Tactical Fighter Squadron 1961–1966

- 49th Tactical Fighter Wing, Spangdahlem AB
  - 7th Tactical Fighter Squadron 1962–1966
  - 8th Tactical Fighter Squadron 1962–1967
  - 9th Tactical Fighter Squadron 1962–1967

- 355th Tactical Fighter Wing, McConnell AFB
  - 354th Tactical Fighter Squadron 1962–1970
  - 357th Tactical Fighter Squadron 1962–1970
  - 421st Tactical Fighter Squadron 1963–1967
  - 469th Tactical Fighter Squadron 1962–1968

- 388th Tactical Fighter Wing, Korat RTAFB
  - 13th Tactical Fighter Squadron 1966–1967
  - 17th Wild Weasel Squadron 1971–1974
  - 34th Tactical Fighter Squadron 1966–1969

- United States Air Force Thunderbirds, Nellis Air Force Base 1963-1964

- Air Force Reserve Command 1972-1982

- Air National Guard 1964-1982